# Klaviersonate Nr. 1 (Beethoven)
Die Sonate Nr. 1 f-Moll op. 2 Nr. 1 aus dem Jahr 1795 ist die erste der 32 mit opus-Zahlen versehenen Klaviersonaten Beethovens. Zuvor entstanden im Unterricht bei Christian Gottlob Neefe die drei sogenannten „Kurfürsten“-Sonaten WoO 47.
Die Sonate ist, wie alle unter Opus 2 veröffentlichten Werke, Joseph Haydn gewidmet, bei dem Beethoven zwischen Ende 1792 und Anfang 1794 Unterricht nahm. Es handelt sich jedoch keineswegs um eine Schülerarbeit, sondern um ein sehr individuell geprägtes Werk, das sich zwar formal an die Vorbilder seines Lehrers anlehnt, sich von diesen aber im musikalischen Duktus und Ausdruck deutlich absetzt.
Insbesondere darf der erste Satz der Sonate zwar einerseits als Beispiel für eine mustergültige Verwirklichung der klassischen Sonatenhauptsatzform gelten, muss andererseits aber auch aufgrund seiner konflikthaft emotionalen Gespanntheit bereits als rudimentäre Vorwegnahme der Grundidee des Kopfsatzes der großen f-Moll-Sonate op. 57 (Appassionata) gewertet werden. Ähnlich wie die Sonate op. 10 Nr. 1 als „kleine Pathétique“ gilt, wird die Sonate op. 2,1 „oft die kleine Appassionata genannt, wohl besonders im Hinblick auf die Verwandtschaft mit op. 57 in ihrer Tonart und auf die Ähnlichkeit der letzten Sätze mit ihrer ununterbrochenen Figuration und Erregung“.

## Aufbau
| Satz                      | Tonart       | Takt                  | Tonaufnahme |
| ------------------------- | ------------ | --------------------- | ----------- |
| Erster Satz: Allegro      | f-Moll       | alla breve, 152 Takte | Schnabelⓘ   |
| Zweiter Satz: Adagio      | F-Dur        | 3/4 Takt, 61 Takte    | Schnabelⓘ   |
| Dritter Satz: Allegretto  | f-Moll/F-Dur | 3/4 Takt, 73 Takte    | Schnabelⓘ   |
| Vierter Satz: Prestissimo | f-Moll       | alla breve, 196 Takte | Schnabelⓘ   |

## 1. Satz

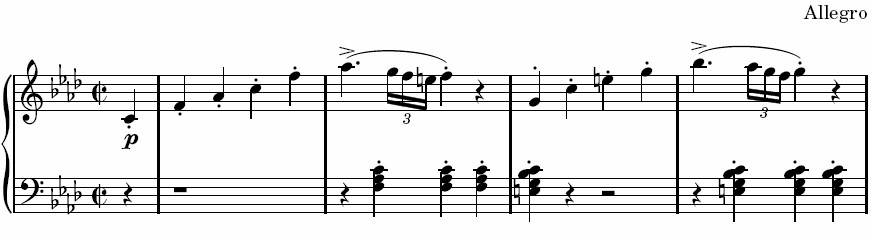
1. Satz: „Raketenthema“

Das Allegro beginnt mit einer Art großem Auftakt, einem leisen, gebrochenen Akkord (Mannheimer Rakete) in f-Moll mit nachfolgender Tonschleife. Dieser Zweitakter wird ab Takt drei in der Dominante wiederholt. Ein anschließender Viertakter vervollständigt das Thema, indem zunächst die begonnene Aufwärtsentwicklung energisch zu einem fortissimo-Höhepunkt (c3) weitergeführt wird, der jedoch anschließend durch eine decrescendierende und mit einem halbschlüssigen Seufzer endende Abwärtsbewegung in Frage gestellt wird.
Das nach einer an das Hauptthema anknüpfenden Überleitung erscheinende As-Dur-Seitenthema ist mit dem Hauptthema verwandt, bildet aber zu diesem einen Gegensatz im Sinne einer kontrastierenden Ableitung.
Nach einer dramatischen Durchführung mit dialektischem Rollentausch der Themen, die in Takt 49 beginnt, und deren partieller charakterlicher Annäherung in der ab Takt 101 erklingenden Reprise endet der 152 Takte währende Satz mit einer kurzen Coda, ab Takt 146 bestehend aus einigen brutal zuschlagenden Akkorden im fortissimo.

## 2. Satz

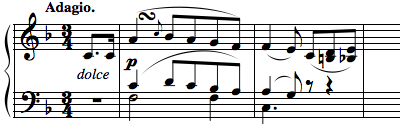
Anfang des zweiten Satzes

Der zweite Satz (Adagio) steht in F-Dur und hat 61 Takte. Bereits hier lässt sich die Tiefe und Weite der Melodik Beethovens nachempfinden. Diese Ansätze, die in den späten Sonaten wie zum Beispiel „Hammerklavier“ op. 106 zu höchster Vollendung geführt werden, sind die Anfänge des Beethoven-eigenen Adagio-Stils. Dieser F-Dur Satz erinnert in Ansätzen noch an die großen Vorgänger Wolfgang Amadeus Mozart und Joseph Haydn.

## 3. Satz

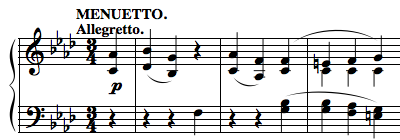
Anfang des dritten Satzes

„Der dritte Satz ist ein echtes Menuett, also ruhig und tanzmäßig zu spielen.“
Er steht in f-Moll und beginnt piano. In der Mitte des zweiten Teils wandelt sich der Charakter des Allegrettos jedoch. Ab Takt 25 führt eine im fortissimo vorgetragene Achtelbewegung zu einem leidenschaftlichen Ausbruch des Anfangsmotivs, der jedoch nach sechs Takten durch ein subito piano zurückgenommen wird, worauf der Schluss des Hauptteils im pianissimo verklingt.
Das anschließend im 41. Takt beginnende Trio bringt einen Charakterwechsel. Dieser von einer fließenden, abwechselnd in Ober- und Unterstimme erklingenden Achtelbewegung bestimmte F-Dur-Teil erreicht in der Mitte des zweiten Trio-Teils einen Höhepunkt in Form einer bis zum fortissimo anschwellenden Führung der Achtelbewegung in Sextakkord-Parallelen. Nach Beendigung des Trios wird der erste Teil des Satzes da capo wiederholt.
In den drei Sonaten op. 2 vollzieht Beethoven einen schrittweisen Übergang vom Menuett zum Scherzo. Nach dem echten Menuett der ersten Sonate, das auch als solches benannt wird, heißt der dritte Satz der zweiten Sonate plötzlich Scherzo, obwohl er aufgrund seines Tempos (Allegretto) eigentlich ein Menuett bleibt und seinen „scherzhaften“ Charakter nur durch die kapriziösen Sechzehntelmotive bekommt. Während hier also eine Art Zwitter zwischen Menuett und Scherzo vorliegt, erfolgt in der dritten Sonate der Schritt zum echten Beethovenschen Scherzo, für das auch ein schnelleres Tempo (Allegro) vorgeschrieben wird.

## 4. Satz

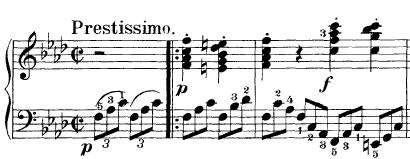
Anfang des vierten Satzes

Das abschließende Prestissimo, ebenfalls in f-Moll stehend, ist ein energischer, vorandrängender Satz. Unablässig vorwärtsjagende Achteltriolen verleihen seinen Hauptteilen einen Charakter stürmischer Aufgeregtheit. Im elementaren Wechsel von piano und forte entwickelt sich das Hauptthema. Die sechs Akkorde des Beginns werden kongruent wiederholt. Nach Durchlauf dieser 12 Akkorde (4 Takte) wird das Thema in den Takten 5 - 9 durch einen piano vorgetragenen Viertakter vervollständigt. Nach dessen variierter Wiederholung in den Takten 9 - 13 folgen weitere das Kopfmotiv aufgreifende Akkord-Gruppen, bei denen immer drei Akkorde eine Einheit bilden. Es folgt ab Takt 20 ein schneller über dreieinhalb Oktaven abwärts rauschender Achteltriolenlauf im Fortissimo, dem sich eine drängende Triolenpartie anschließt und zum zweiten Thema führt. Dieses in Takt 34 beginnende und piano vorgetragene c-Moll-Thema ist in weiten Oktaven angelegt. Es erinnert bereits an spätere Sonaten Beethovens, wie etwa die Appassionata op. 57. Auch dieser Satz verwendet mit seiner Durchführung die Sonatenhauptsatzform. Das lyrische Dreiklangsthema, das die Durchführung eröffnet, erinnert erneut in seinen Grundzügen an Mozart. Diese Episode der Ruhe wird im weiteren Verlauf der Durchführung wieder durch das triolisch unterlegte Hauptmotiv verdrängt, erstmals in Takt 109. Die Reprise endet fortissimo mit einem „Toben“ des Hauptmotivs, wobei die Triolen in der Oberstimme erscheinen und am Schluss als gebrochener f-Moll-Dreiklang über drei Oktaven in den „Abgrund“ stürzen. Mit dem Schlusston dieses „Absturzes“ (F) endet der 196 Takte dauernde Satz.